# Club Baloncesto Estudiantes 2016-2017
Questa voce raccoglie le informazioni riguardanti il Club Baloncesto Estudiantes nelle competizioni ufficiali della stagione 2016-2017.

## Stagione
La stagione 2016-2017 del Club Baloncesto Estudiantes è la 61ª nel massimo campionato spagnolo di pallacanestro, la Liga ACB.

## Roster
Aggiornato al 23 dicembre 2024.
| Movistar Estudinates 2016-17 | Movistar Estudinates 2016-17 |
| Giocatori                    | Staff tecnico                |
| ---------------------------- | ---------------------------- |

| N. | Naz.                                                 | Ruolo | Nome                | Anno | Alt.   | Peso   |  |
| -- | ---------------------------------------------------- | ----- | ------------------- | ---- | ------ | ------ |  |
| 1  | Francia (bandiera)                                   | G     | Edwin Jackson       | 1989 | 190 cm | 89 kg  |  |
| 7  | Spagna (bandiera)                                    | P     | Jaime Fernández (C) | 1993 | 186 cm | 79 kg  |  |
| 9  | Spagna (bandiera)                                    | A     | Edgar Vicedo        | 1994 | 204 cm | 96 kg  |  |
| 10 | Stati Uniti (bandiera) · Montenegro (bandiera)       | P     | Omar Cook           | 1982 | 186 cm | 86 kg  |  |
| 12 | Bosnia ed Erzegovina (bandiera) · Croazia (bandiera) | AC    | Goran Suton         | 1985 | 208 cm | 108 kg |  |
| 15 | Stati Uniti (bandiera)                               | AG    | Dylan Page          | 1982 | 204 cm | 102 kg |  |
| 17 | Senegal (bandiera) · Spagna (bandiera)               | C     | Sitapha Savané (C)  | 1978 | 202 cm | 105 kg |  |
| 21 | Stati Uniti (bandiera)                               | C     | Alec Brown          | 1992 | 216 cm | 107 kg |  |
| 22 | Spagna (bandiera)                                    | G     | Jordi Grimau        | 1983 | 196 cm | 84 kg  |  |
| 24 | Rep. Ceca (bandiera)                                 | C     | Ondřej Balvín       | 1992 | 217 cm | 110 kg |  |
| 24 | Costa d'Avorio (bandiera) · Francia (bandiera)       | C     | Ali Traoré          | 1985 | 208 cm | 113 kg |  |
| 25 | Spagna (bandiera)                                    | G     | Darío Brizuela      | 1994 | 188 cm | 75 kg  |  |
| 31 | Stati Uniti (bandiera) · Finlandia (bandiera)        | P     | Jamar Wilson        | 1984 | 185 cm | 80 kg  |  |
| 35 | Spagna (bandiera)                                    | C     | Víctor Arteaga      | 1992 | 214 cm | 109 kg |  |
| -  | Polonia (bandiera) · Spagna (bandiera)               | C     | Bartek Pietras      | 1998 | 208 cm |        |  |
| -  | Spagna (bandiera)                                    | C     | Bernat Vanaclocha   | 1998 | 209 cm |        |  |

| Allenatore                                                                                      |
| - Salva Maldonado                                                                               |
| Assistente/i                                                                                    |
| - Íñigo De La Villa - José Ángel Samaniego Legenda - (C) Capitano - (IN) Inattivo - Infortunato |

## Mercato

### Sessione estiva
| Acquisti | Acquisti       | Acquisti          | Acquisti      | Acquisti |
| R.a      | Nome           | da                | Modalità      |          |
| -------- | -------------- | ----------------- | ------------- | -------- |
| P        | Omar Cook      | Budućnost         | definitivo    |          |
| P        | Jamar Wilson   | Partizan          | definitivo    |          |
| G        | Jordi Grimau   | San Sebastián     | definitivo    |          |
| G        | Edwin Jackson  | Málaga            | definitivo    |          |
| AP       | Ander Martínez | Ourense           | fine prestito |          |
| AG       | Dylan Page     | Cap. de Arecibo   | definitivo    |          |
| AC       | Goran Suton    | Joventut Badalona | definitivo    |          |
| C        | Sitapha Savané | Gran Canaria      | definitivo    |          |
| C        | Ali Traoré     | Limoges CSP       | definitivo    |          |

| Cessioni | Cessioni             | Cessioni          | Cessioni       | Cessioni |
| R.       | Nome                 | a                 | Modalità       |          |
| -------- | -------------------- | ----------------- | -------------- | -------- |
| P        | Nicolás Laprovíttola | San Antonio Spurs | fine contratto |          |
| P        | Javi Salgado         | Bilbao Berri      | fine contratto |          |
| AP       | Ander Martínez       | Real Canoe        | fine contratto |          |
| AP       | Pavel Pumprla        | ČEZ Nymburk       | fine contratto |          |
| AG       | Stefan Birčević      | Partizan          | fine contratto |          |
| AG       | Nacho Martín         | Andorra           | fine contratto |          |
| AC       | Juancho Hernangómez  | Denver Nuggets    | fine contratto |          |
| AC       | Levon Kendall        | Free agent        | fine contratto |          |
| C        | Fran Guerra          | Ourense           | fine contratto |          |
| C        | Xavi Rey             | Free agent        | fine contratto |          |
| C        | Diamon Simpson       | ČEZ Nymburk       | fine contratto |          |

### Dopo l'inizio della stagione
| Acquisti | Acquisti       | Acquisti         | Acquisti        | Acquisti   |
| R.       | Nome           | da               | Data            | Modalità   |
| -------- | -------------- | ---------------- | --------------- | ---------- |
| C        | Víctor Arteaga | Free agent       | 4 ottobre 2016  | definitivo |
| C        | Ondřej Balvín  | Bayern Monaco    | 31 gennaio 2017 | prestito   |
| C        | Alec Brown     | Windy City Bulls | 6 aprile 2017   | definitivo |

| Cessioni | Cessioni   | Cessioni   | Cessioni        | Cessioni    |
| R.       | Nome       | a          | Data            | Modalità    |
| -------- | ---------- | ---------- | --------------- | ----------- |
| C        | Ali Traoré | Free agent | 26 gennaio 2017 | rescissione |